# Tornbjerg Kirke
Tornbjerg Kirke er en kirke i bydelen Tornbjerg i det sydøstlige Odense.
Kirken blev opført i 1993-94 og er tegnet af arkitektfirmaet Fogh & Følner. Behovet for kirken opstod som følge af udbygningen af beboelsesområderne i den sydlige del af Fraugde Sogn op igennem 1970'erne, hvorved der var behov for en bedre betjening af især Tornbjerg og Neder Holluf. Grunden blev erhvervet af Fraugde Menighedsråd 1985, og 1986 indviedes en midlertidig vandrekirke. En arkitektkonkurrence blev udskrevet 1991 og vundet af Fogh & Følner, mens byggearbejdet startede 1993.
Til trods for at Tornbjerg Kirke er nyere end de fleste danske kirker, er nogle af de traditionelle arkitektoniske elementer blevet bibeholdt. Dette gælder for eksempel de hvidkalkede mure og blygrå tage. Den omgivende kirkegård er anlagt som åbne plæner med mere end 2000 symmetrisk plantede egetræer. Den benyttes kun til urnebegravelser, og dens ensartede udtryk er sikret ved at kirkens arkitekter har tegnet en liggesten, der skal benyttes på plænens gravsteder.
Kirkerummet er en østorienteret sal, der udgør kernen i et center med tilstødende mødelokaler og kontorer, mens klokketårnet er fritstående nord for kirken. Kirkesalens indre præges af samspillet mellem den høje sals hvide vægge og rummets lyse træværk. Halvdelen af skibet optages af et pulpitur. Rummet er orienteret mod et kor, der får naturligt lys fra høje, smalle vinduer mod syd.
Inventaret er i alt væsentligt fra kirkens opførelsestidspunkt og tegnet af dens arkitekter. Det inkluderer blandt andet et alterbord udført af fire granitelementer, der låses fast i et fer og notsystem, en cylindrisk døbefont, der tilsvarende er udført af fire sammenlænkede granitelementer, og altersølv fra 1999, der også gør brug af cylinderen som grundform. Altertavlen er et 8 m × 2 m stort glasmaleri udført 2000 af Tróndu Patursson med titlen "Håbet, Lyset og Livets Landskab".

## Eksterne kilder og henvisninger
- Wikimedia Commons har flere filer relateret til Tornbjerg Kirke
- Tornbjerg Kirke hos KortTilKirken.dk
- Tornbjerg Kirke hos danmarkskirker.natmus.dk (Danmarks Kirker, Nationalmuseet)